# 弗洛努滕山
71°47′S 11°17′E / 71.783°S 11.283°E
弗洛努滕山（英語：Mount Flånuten）是南極洲的山峰，位於東部南極洲的毛德皇后地，屬於洪堡山脈的一部分，海拔高度2,725米，該山峰由德國的探險隊發現。